# محمد ناجي (فنان)
محمد ناجي (1888- 1956 م) فنان مصري مصوِّر من روَّاد الحركة التشكيلية.

## حياته
ولد في الإسكندرية في 17 يناير عام 1888 وأتم تعليمه بمدارس الإسكندرية، ثم سافر إلى فرنسا لدراسة القانون عام 1906 وحصل على الليسانس في القانون عام 1910، ثم سافر لدراسة الفن بإيطاليا فيما بين عامي 1910- 1914، ثم عمل مدة 5 سنوات بالسلك السياسي وعين مديرًا لمدرسة الفنون الجميلة العليا، ثم مديرًا لمتحف الفن الحديث.
تميز أسلوب الفنان محمد ناجى بالرومانسية.

## من لوحاته
- الحلاق
- الهدية
- التحطيب
- الأمومة
- خفراء الحدود
- لوحة مدرسة الإسكندرية "مساحتها 7متر في 3 متر

## وفاته
توفي محمد ناجي في أبريل عام 1956.